# Świątniki Górne (gromada)
Świątniki Górne – dawna gromada, czyli najmniejsza jednostka podziału terytorialnego Polskiej Rzeczypospolitej Ludowej w latach 1954–1972.
Gromady, z gromadzkimi radami narodowymi (GRN) jako organami władzy najniższego stopnia na wsi, funkcjonowały od reformy reorganizującej administrację wiejską przeprowadzonej jesienią 1954 do momentu ich zniesienia z dniem 1 stycznia 1973, tym samym wypierając organizację gminną w latach 1954–1972.
Gromadę Świątniki Górne z siedzibą GRN w Świątnikach Górnych utworzono – jako jedną z 8759 gromad na obszarze Polski – w powiecie krakowskim w woj. krakowskim, na mocy uchwały nr 22/IV/54 WRN w Krakowie z dnia 6 października 1954. W skład jednostki wszedł obszar dotychczasowej gromady Świątniki Górne ze zniesionej gminy Świątniki Górne w tymże powiecie. Dla gromady ustalono 15 członków gromadzkiej rady narodowej.
30 czerwca 1960 do gromady Świątniki Górne przyłączono obszar zniesionej gromady Rzeszotary oraz wieś Olszowice ze zniesionej gromady Konary.
Gromada przetrwała do końca 1972 roku, czyli do kolejnej reformy gminnej. 1 stycznia 1973 reaktywowano gminę Świątniki Górne.